# Солнечные таблицы Ньюкома
Солнечные таблицы Ньюкома (полное название Таблицы вращения Земли вокруг своей оси и вокруг Солнца) — это работа американского астронома и математика Саймона Ньюкома, опубликованная в 6 томе периодического издания «Астрономические исследования, подготовленные для использования в Морском астрономическом альманахе и при подготовке Американских эфемерид». Данный труд содержит математические расчеты позиции Земли в Солнечной Системе, основанные на классической небесной механике, а также на результатах измерений, проводимых на протяжении веков. В целом, работа представляет массив предварительно вычисленных величин, которые указывают позицию Солнца в каждый заданный момент времени.
Таблицы Ньюкомба на протяжении долгого времени были основой подавляющего большинства эфемерид Солнца, опубликованных в период с 1900 по 1983 гг. Однако, исследования ученого, в данный момент, являются не самыми точными, так как некоторые методы и явления не были доступны Ньюкомбу (ввиду уровня технологического развития науки того времени). В настоящее время, таблицы используются редко. С 1984 года они были заменены Астрономическим альманахом, разработанным в Лаборатории реактивного движения.
Также Ньюкомб разработал аналогичные формулы и таблицы для планет Меркурий, Венера, Марс, Уран и Нептун.
Выражения
Некоторые выражения, примеры которых приведены ниже, часто цитировались в ряде работ других ученых.
Средняя геометрическая долгота Солнца
Среднее геометрическое значение долготы Солнца, свободное от аберрации, задается как:
L = 279 ° 41 '48.04 «+ 129 602 768,13» T + 1.089 "T2
Фиктивная точка среднего Солнца
Данная величина, подверженная аберрации задается, как:
τ= 18h 38m 45,836s + 8640184,542s T + 0,0929s T2
Усовершенствование таблиц Ньюкомба
К 1970 астрономическим сообществом была признана необходимость в усовершенствовании прежних эфемерид. Было принято решение внести следующие изменения:
- Создать новый фундаментальный каталог звезд для замены FK4;
- Использовать при создании новых таблиц обновленные значения;
- Улучшить определение и практическую реализацию эфемерид времени, на основе атомного времени;
- Определить новые значения астрономической эпохи.

Новые фундаментальные эфемериды были подготовлены Лабораторией реактивного движения и названы DE200 / LE200 . Они основаны на использовании метода числового интегрирования.